# Раџамандри
Раџамандри је град у Индији у држави Андра Прадеш. Према незваничним резултатима пописа 2011. у граду је живело 343.903 становника.

## Географија

### Клима
| Клима (Раџамандри)         | Клима (Раџамандри) | Клима (Раџамандри) | Клима (Раџамандри) | Клима (Раџамандри) | Клима (Раџамандри) | Клима (Раџамандри) | Клима (Раџамандри) | Клима (Раџамандри) | Клима (Раџамандри) | Клима (Раџамандри) | Клима (Раџамандри) | Клима (Раџамандри) | Клима (Раџамандри) |
| Показатељ \ Месец          | .Јан.              | .Феб.              | .Мар.              | .Апр.              | .Мај.              | .Јун.              | .Јул.              | .Авг.              | .Сеп.              | .Окт.              | .Нов.              | .Дец.              | .Год.              |
| -------------------------- | ------------------ | ------------------ | ------------------ | ------------------ | ------------------ | ------------------ | ------------------ | ------------------ | ------------------ | ------------------ | ------------------ | ------------------ | ------------------ |
| Средњи максимум, °C (°F)   | 28 (82)            | 30,7 (87,3)        | 33,8 (92,8)        | 36 (97)            | 37,8 (100)         | 36,3 (97,3)        | 32,1 (89,8)        | 31,9 (89,4)        | 32 (90)            | 31,2 (88,2)        | 28,9 (84)          | 27,9 (82,2)        | 37,8 (100)         |
| Средњи минимум, °C (°F)    | 18,5 (65,3)        | 20,5 (68,9)        | 22,6 (72,7)        | 25,9 (78,6)        | 27,8 (82)          | 27 (81)            | 25,3 (77,5)        | 25,3 (77,5)        | 25,3 (77,5)        | 24,2 (75,6)        | 21,5 (70,7)        | 18,5 (65,3)        | 18,5 (65,3)        |
| Количина падавина, mm (in) | 3 (1,2)            | 6 (2,4)            | 11 (4,3)           | 21 (8,3)           | 67 (26,4)          | 142 (55,9)         | 260 (102,4)        | 187 (73,6)         | 177 (69,7)         | 197 (77,6)         | 37 (14,6)          | 7 (2,8)            | 1,115 (439,2)      |
| [ тражи се извор ]         |                    |                    |                    |                    |                    |                    |                    |                    |                    |                    |                    |                    |                    |

## Становништво
Према незваничним резултатима пописа, у граду је 2011. живело 343.903 становника.
| 1991.   | 2001.   | 2011.   |
| ------- | ------- | ------- |
| 334.961 | 315.251 | 343.903 |